# Den Haag Raiders '99 2017
Questa voce raccoglie le informazioni riguardanti i Den Haag Raiders '99 nelle competizioni ufficiali della stagione 2017.

## Eerste Divisie 2017

### Stagione regolare
| 19 febbraio 2017, ore 14:00 1ª giornata | Den Haag Raiders '99 | 21 – 6 | Maastricht Wildcats |  |

| 26 marzo 2017, ore 14:00 5ª giornata | Den Haag Raiders '99 | 20 – 17 | Nijmegen Pirates |  |

| 9 aprile 2017, ore 15:00 7ª giornata | Lelystad Commanders | 32 – 33 (d.t.s.) | Den Haag Raiders '99 |  |

| 16 aprile 2017, ore 14:00 8ª giornata | Eindhoven Raptors | 0 – 20 (a tavolino) | Den Haag Raiders '99 |  |

| 23 aprile 2017, ore 14:00 9ª giornata | Den Haag Raiders '99 | 19 – 7 | Lelystad Commanders |  |

| 7 maggio 2017, ore 14:00 10ª giornata | Maastricht Wildcats | 13 – 29 | Den Haag Raiders '99 |  |

| Nimega 21 maggio 2017, ore 14:00 12ª giornata | Nijmegen Pirates | 0 – 13 | Den Haag Raiders '99 | Sportpark Vossendijk |

| 11 giugno 2017, ore 14:00 14ª giornata | Den Haag Raiders '99 | 20 – 0 (a tavolino) | Eindhoven Raptors |  |

### Playoff
| 18 giugno 2017 Semifinale | Den Haag Raiders '99 | 26 – 22 | Flevo Phantoms |  |

| 1º luglio 2017 Runners-Up Bowl | Lelystad Commanders | 27 – 10 | Den Haag Raiders '99 |  |

## Statistiche di squadra
| Competizione            | %Vittorie | In casa | In casa | In casa | In casa | In casa | In casa | In trasferta | In trasferta | In trasferta | In trasferta | In trasferta | In trasferta | Totale | Totale | Totale | Totale | Totale | Totale |
| Competizione            | %Vittorie | G       | V       | N       | P       | Pf      | Ps      | G            | V            | N            | P            | Pf           | Ps           | G      | V      | N      | P      | Pf     | Ps     |
| ----------------------- | --------- | ------- | ------- | ------- | ------- | ------- | ------- | ------------ | ------------ | ------------ | ------------ | ------------ | ------------ | ------ | ------ | ------ | ------ | ------ | ------ |
| EeD - Stagione regolare | 1.000     | 4       | 4       | 0       | 0       | 80      | 30      | 4            | 4            | 0            | 0            | 95           | 45           | 8      | 8      | 0      | 0      | 175    | 75     |
| EeD - Playoff           | .500      | 1       | 1       | 0       | 0       | 26      | 22      | 1            | 0            | 0            | 1            | 10           | 27           | 2      | 1      | 0      | 1      | 36     | 49     |
| Totale                  | .900      | 5       | 5       | 0       | 0       | 106     | 52      | 5            | 4            | 0            | 1            | 105          | 72           | 10     | 9      | 0      | 1      | 211    | 124    |